# John Walker Ryon
John Walker Ryon (* 4. März 1825 in Elkland, Tioga County, Pennsylvania; † 12. März 1901 in Pottsville, Pennsylvania) war ein US-amerikanischer Politiker. Zwischen 1879 und 1881 vertrat er den Bundesstaat Pennsylvania im US-Repräsentantenhaus.

## Werdegang
John Ryon besuchte die öffentlichen Schulen seiner Heimat, die Millville Academy im Staat New York und die Wellsboro Academy in Pennsylvania. Nach einem Jurastudium und seiner 1847 erfolgten Zulassung als Rechtsanwalt begann er in Lawrenceville in diesem Beruf zu arbeiten. Zwischen 1850 und 1856 war er Bezirksstaatsanwalt im Tioga County. Während des Bürgerkrieges war er bei der Aufstellung einer Kompanie für ein Regiment im Heer der Union beteiligt. Danach war er Zahlmeister des Reservekorps der Staatstruppen von Pennsylvania. Anschließend zog er nach Pottsville, wo er als Anwalt praktizierte.
Politisch war Ryon Mitglied der Demokratischen Partei. Bei den Kongresswahlen des Jahres 1878 wurde er im 13. Wahlbezirk von Pennsylvania in das US-Repräsentantenhaus in Washington, D.C. gewählt, wo er am 4. März 1879 die Nachfolge von James Bernard Reilly antrat. Bis zum 3. März 1881 konnte er eine Legislaturperiode im Kongress absolvieren.
Nach dem Ende seiner Zeit im US-Repräsentantenhaus betätigte sich John Reilly wieder als Anwalt. Außerdem wurde er in verschiedenen anderen Branchen tätig. Unter anderem betrieb er eine Getreidemühle und war Direktor bei der Pottsville Gas Company. Für einige Jahre fungierte er auch als Präsident der Pennsylvania National Bank. Er starb am 12. März 1901 in Pottsville.